# Abraham Mateo
Abraham Mateo Chamorro (San Fernando, 25 agosto 1998) è un cantautore, produttore discografico e attore spagnolo. È noto per il suo stile che fonde pop latino, R&B e musica urbana, e per essere uno degli artisti più giovani ad aver raggiunto il primo posto nella classifica Billboard Latin Airplay.

## Biografia
Abraham Mateo nasce in una famiglia con forte tradizione musicale: il nonno materno era tenore, quello paterno cantante di flamenco e la madre cantante di musica spagnola. Inizia a cantare a tre anni e studia canto, flauto, pianoforte e chitarra. A nove anni riceve il premio rivelazione nazionale durante il concorso di talenti organizzato dalla Fondazione "Teresa Rabal".
Nel 2008 partecipa al programma televisivo Menuda Noche (Canal Sur), dove si esibisce per quattro anni. A dieci anni firma il suo primo contratto con EMI Music e pubblica il suo album d’esordio, con brani originali, cover di artisti come Laura Pausini e un duetto con la cantante francese Caroline Costa. In quegli anni carica su YouTube diverse cover, collabora con la cantante statunitense Sabrina Carpenter e pubblica una cover in italiano di Adagio di Lara Fabian. Abraham ha recitato nella serie Días sin Luz su Antena 3 e ha interpretato il cantante Raphael in una serie dedicata a lui.

## Carriera musicale
Nel luglio 2012 ha firmato un contratto con la casa discografica Sony Music Spagna. Il suo secondo disco, intitolato AM e registrato a Miami e a Madrid, è stato pubblicato nel novembre 2013. Il disco raggiunge la posizione numero 6 nella classifica Productores de Música de España in Spagna e ottiene il disco d'oro in questo paese. Il primo singolo è Señorita che è stato il numero tre in Spagna, ottiene anche il disco d'oro, diventando subito un grande successo a livello internazionale. Il videoclip ufficiale di "Señorita" è stato il video musicale più visto in Spagna nel 2013. Altri singoli estratti dall'album AM sono "Girlfriend" e "Lánzalo". Quest'ultimo brano è un singolo di beneficenza, che ha pubblicato, in collaborazione con UNICEF, per aiutare i bambini in Siria. Il brano "Lánzalo" ha raggiunto la posizione numero due in Spagna.
Nel 2013 è stato nominato nella categoria "Artista rivelazione" per Premios Juventud, assegnato ogni anno dalla televisione americana Univision ai personaggi dello showbusiness di lingua spagnola che si distinguono nel campo del cinema, della musica, dello sport e della moda.

Nel novembre 2013 interpreta la canzone "Love is an open door" in Spagnolo per la colonna sonora di Frozen - Il regno di ghiaccio.
Nel 2014 ha aperto i concerti della boy band anglo-irlandese One Direction in Lima, Santiago del Cile, Barcellona e Madrid.
Nel settembre 2014 presenta in anteprima il singolo "All the girls", contenuto nell'album Who I AM, che dà il titolo al tour 2015. All'album hanno lavorato compositori come Damon Sharpe, Lauren Christy e Andre Merriti. Il disco raggiunge la posizione numero 5 nella classifica Productores de Música de España in Spagna e la numero 5 nella Top 100 Mexico albums chart., ottenendo il disco di platino in Spagna. Con "Who I AM" Abraham ha girato la Spagna, Colombia, Messico, Argentina e Cile. Il videoclip ufficiale di "All the girls" è stato votato miglior video del 2014 su VEVO Spagna.
In Italia è conosciuto per il duetto con Lodovica Comello, intitolato "Sin Usar Palabras" e pubblicato come secondo singolo dell'album Mariposa.
A novembre 2014 pubblica il suo primo libro autobiografico, intitolato "Abraham Mateo. I AM", edito da Montena (gruppo editoriale Penguin Random House).

## Vocalità ed influenze musicali
Abraham Mateo si ispira ad artisti spagnoli come David Bustamante, David Bisbal e Alejandro Sanz e ad artisti internazionali come Bruno Mars, Michael Jackson e Chris Brown.

## Discografia

### Album in studio
| Titolo         | Dettagli                                                                                         | Posizione massima | Posizione massima |
| Titolo         | Dettagli                                                                                         | SPA               | MEX               |
| -------------- | ------------------------------------------------------------------------------------------------ | ----------------- | ----------------- |
| Abraham Mateo  | - Pubblicazione: 4 dicembre 2009 - Formato: CD, download digitale                                |                   |                   |
| AM             | - Pubblicazione: 12 novembre 2013 - Etichetta: Sony Music Spain - Formato: CD, download digitale | 6                 |                   |
| Who I AM       | - Pubblicazione: 3 novembre 2014 - Etichetta: Sony Music Spain - Formato: CD, download digitale  | 5                 | 5                 |
| Are you ready? | - Pubblicazione: 13 novembre 2015 - Etichetta: Sony Music Spain - Formato: CD, download digitale |                   |                   |
| A cámara lenta | - Pubblicazione: 30 novembre 2018 - Etichetta: Sony Music Spain - Formato: CD, download digitale |                   |                   |
| Sigo a lo mío  | - Pubblicazione: 19 giugno 2020 - Etichetta: Sony Music Spain - Formato: CD, download digitale   |                   |                   |

#### Singoli
- 2009: Vuelve conmigo
- 2012: Señorita
- 2013: Girlfriend
- 2014: Lánzalo
- 2014: All the Girls
- 2015: Todo terminó
- 2015: Old School
- 2016: Are You Ready
- 2016: When You Love Somebody
- 2016: Mueve (con Lali)
- 2016: Mi vecina
- 2017: Loco enamorado (con Farruko e Christian Daniel)
- 2017: Háblame bajito (con 50 Cent e Austin Mahone)
- 2018: Mentirosa compulsiva (con Lérica)
- 2018: Se acabó el amor (con Yandel e Jennifer Lopez)
- 2018: Bailotéame (con Agustín Casanova e Mau y Ricky)
- 2018: Loco por ti (con i MYA e Feid)
- 2018: A cámara lenta
- 2018: Bom Bom (con Yenddi, De La Ghetto e Jon Z)
- 2018: Mejor que el
- 2018: Me vuelvo loco (con CNCO)
- 2019: ¿Qué ha pasao'? (con Sofía Reyes)
- 2019: Qué será (con Leslie Grace
- 2020: Pegamos tela (con Lérica e Omar Montes)
- 2020: Tiempo pa olvidar (con Becky G)
- 2022: Vamos que nos vamos (con L-Gante e Omar Montes)
- 2022: Quiero decirte (con Ana Mena)
- 2022: Yo por ti (con VIZE e Sofía Martín)
- 2022: Espinita clavá (con i Lérica)
- 2022: Me encantaría (con Belinda)
- 2022: Afloja (Remix) (con Kadec Santa Anna)
- 2023: La idea
- 2023: Te miro a la cara (con Daviles de Novelda)
- 2023: Bora Bora (con Luis Fonsi)
- 2023: Clavaíto (con Chanel)
- 2023: Maníaca
- 2023: XQ Sigues Pasando (con Sebastián Yatra)
- 2023: tequiero (con Vicco)

## Tournée

### Headliner
- 2014 – AM Tour[28]
- 2015 – Who I AM Tour[21]
- 2016 - Are you ready? Tour

### Gruppo spalla
- 2014 – One Direction – Where We Are Tour[18][19]

## Premi e riconoscimenti
Premios Juventud (Univision, Miami).
- 2013 ‒ Nomination ‒ Artista rivelazione

Nickelodeon Kids' Choice Awards
- 2014 ‒ Vinto ‒ Miglior cantante spagnolo

Neox Fan Awards (Antena 3)
- 2014 ‒ Vinto ‒ Miglior cantante spagnolo
- 2015- Vinto - Miglior cantante spagnolo